# 作返臨時乘降場

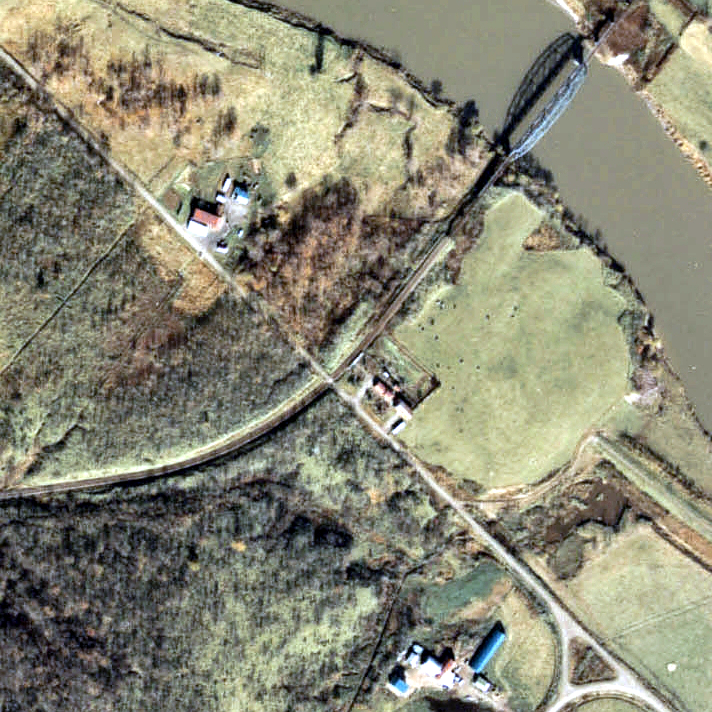
1977年的作返臨時乘降場與方圓約500米範圍。右上方為幌延方向。路軌鄰近路段會越過天鹽川。離開月台時需要穿越民居範圍。月台前可看見候車室。

作返臨時乘降場（日语：／ Sakukaesi karijōkō-ba */?）是位於北海道天鹽郡天鹽町字作返，日本國有鐵道（國鐵）的羽幌線臨時乘降場（廢站）。隨著羽幌線廢線，臨時乘降場在1987年（昭和62年）3月30日廢除。

## 歷史
- 1955年（昭和30年）12月2日 - 日本國有鐵道（國鐵）天鹽線振老站至幌延站之間開設作返臨利乘降場（由局（日语：鉄道管理局）設定）啟用[1]。
- 1958年（昭和33年）10月18日 - 天鹽線編入羽幌線，羽幌線全線開通，成為羽幌線的臨時乘降場。
- 1987年（昭和62年）3月30日 - 羽幌線全線廢除，此臨時乘降場也廢除[1]。

## 車站構造
截至車站廢除前，車站是一座地面車站，設有1面1線的單式月台。月台位於路軌東南方（幌延方向的列車會開啟右邊車門）。此站沒有轉轍器。
在廢除時仍然是臨時乘降場，當時為無人車站。曾經有一段時期為簡易委託車站，委托發售車票。月台在留萌一方設有斜道，連接站外設施。

## 站名的由來
車站名稱取自地名。地名的阿伊努語為「サㇰカイウㇱ（sak-ka-i-us）」，其意思是「到了夏天，表面會有更多的水（即是到了夏季，湖泊的水量會增加）」。

## 車站周邊
車站位於天鹽川橋樑南面位置。
- 國道232號（日语：国道232号）（天賣国道/日本海奧羅龍線（日语：日本海オロロンライン））
- 國道40號（日语：国道40号）（天鹽國道）
- 天鹽川

## 現況
截至2010年（平成22年），已經看不到任何車站痕蹟。

## 相鄰車站
日本國有鐵道
羽幌線
振老－作返臨時乘降場－幌延

## 注腳
1. 1 2 3  太田幸夫.  1. 札幌市: 富士コンテム. 2004-02-29: 176. ISBN 4-89391-549-5 （日语）.
2. 1 2 3 4  書籍《北海道の大地から消えた鉄道風景》（撮影：上田哲郎，MG公司，2012年3月發行）29,31頁。
3. ↑  . 菅沼天虎の紙屑談義.   [2018-12-21]. （原始内容存档于2021-11-06） （日语）.
4. ↑  本多 貢. 児玉 芳明 , 编. . 札幌市: 北海道新聞社. 1995-01-25: 44  [2018-10-16]. ISBN 4893637606. OCLC 40491505 （日语）.
5. ↑  書籍《北海道の駅878ものがたり 駅名のルーツ探究》（監修：太田幸夫，富士當代，2004年2月發行）176頁。
6. ↑  書籍《新 鉄道廃線跡を歩く1 北海道・北東北編》（JTB出版，2010年4月發行）46頁。